# Kofacsomó
A kofacsomó egy csomó, amelyet egy tárgy körülkötésekor lehet használni. Gyengébb, mint az egyszerű kettős csomó, amelyre ránézésre hasonlít, de egyikük sem használható két kötél biztonságos összeerősítésére.
Egyszerű kettős kötésekor könnyű tévedésből kofacsomót kötni. Ez veszélyes, mert nagyobb terhelés hatására könnyen szétcsúszhat. A kofacsomó meg is szorulhat, és általában nehezebb kibontani, mint az egyszerű kettőst. A kofacsomót ezért szinte mindig érdemes egyszerű kettőssel helyettesíteni.